# داستان یک زندگی
داستان یک زندگی نام یک مجموعهٔ تلویزیونی ایرانی به کارگردانی «کامبیز دری» است که در سال ۱۳۷۴ تولید و از شبکه ۱ سیمای جمهوری اسلامی ایران  پخش گردید.

## خلاصه داستان
فرامرز، پسر تن‌پروری است که تنها به موسیقی علاقمند است. او پس ازمرگ پدر، مجبور می‌شود به‌همراه مادرش به یکی از محلات فقیرنشین جنوب شهر نقل مکان کنند و در آنجاست که فرامرز با واقعیت‌های زندگی روبه رو می‌شود و تحولی در شخصیتش رخ می‌دهد.

## بازیگران و عوامل تولید

### بازیگران
- مهری ودادیان
- جهانگیر فروهر
- نعمت‌الله گرجی
- بهزاد رحیم‌خانی
- حمید منوچهری
- ناصر گیتی‌جاه
- اسدالله یکتا
- هما خاکپاش
- توران قادری
- گیتی معینی
- گیتی ساعتچی
- منوچهر ستینه
- محسن اصلانی
- امیر وطن‌زاد
- پری اقبال‌پور
- بیتا دری
- ساناز سماواتی
- هراند هاکوپیان
- طاهره طایفی
- اعظم طایفی
- صادق عرفانی
- جواد عرفانی
- مهوش رحیمی
- مرتضی نیکخواه
- امید ودادیان

### عوامل تولید
- نویسنده و کارگردان: کامبیز دری
- تصویربرداران: محمدرضا خامه‌چیان
- تدوین: علیرضا لطیفی‌افشار، کامبیز دری
- تهیه‌کننده: کامبیز دری
- فرمت تصویر: ویدئویی
- مدت زمان: ۱۰۰۰ دقیقه
- تعداد قسمت‌ها: ۲۰ قسمت
- محصول: گروه اجتماعی شبکه ۱ سیمای جمهوری اسلامی ایران
- سال تولید: ۱۳۷۴